# Małaszki (obwód homelski)
Małaszki (biał. Малашкі; ros. Малашки, Małaszki) – wieś na Białorusi, w obwodzie homelskim, w rejonie kormańskim, w sielsowiecie Karoćki.